# وادی الوریعه
وادی الوریعه (عربی: وَادِي ٱلْوُرَيْعَة) یک خشک‌رود (وادی) به مساحت ۱۲٬۷۰۰-هکتار (۳۱٬۰۰۰-جریب-فرنگی) بین شهرهای مسافی، خور فکان و البدیح در امارات متحده عربی است. این وادی یکی از مناطق کنوانسیون رامسر است. نام وادی الوریعه به معنای دره سرسبز در این منطقه از گیاه مردابی بلند معروف به «واره» گرفته شده که در تالاب‌های این محل شکوفا می‌شود. واژه وادی در زبان عربی به معنای دره است.

## منطقه حفاظت‌شده
در ۱۶ مارس ۲۰۰۹، وادی الوریعه تبدیل به اولین منطقه کوهستانی حفاظت‌شده در امارات متحده عربی شد. این فرایند پس از یک کمپین سه ساله توسط انجمن حیات وحش امارات در همکاری با صندوق جهانی طبیعت و با پشتیبانی بانک اچ‌اس‌بی‌سی خاورمیانه انجام گرفت. علاوه بر حفاظت از اکوسیستم ظریف منطقه، صندوق جهانی طبیعت همچنین دوربین‌های تله‌ای برای عکاسی از حیات‌وحش گریزان‌تر راه‌اندازی کرده و سفرهای میدانی را برای دانش‌آموزان ترتیب داده است تا به افزایش آگاهی نسبت به این منطقه کمک کند.

## نگارخانه

تابلو وادی الوریعه
عبور از وادی
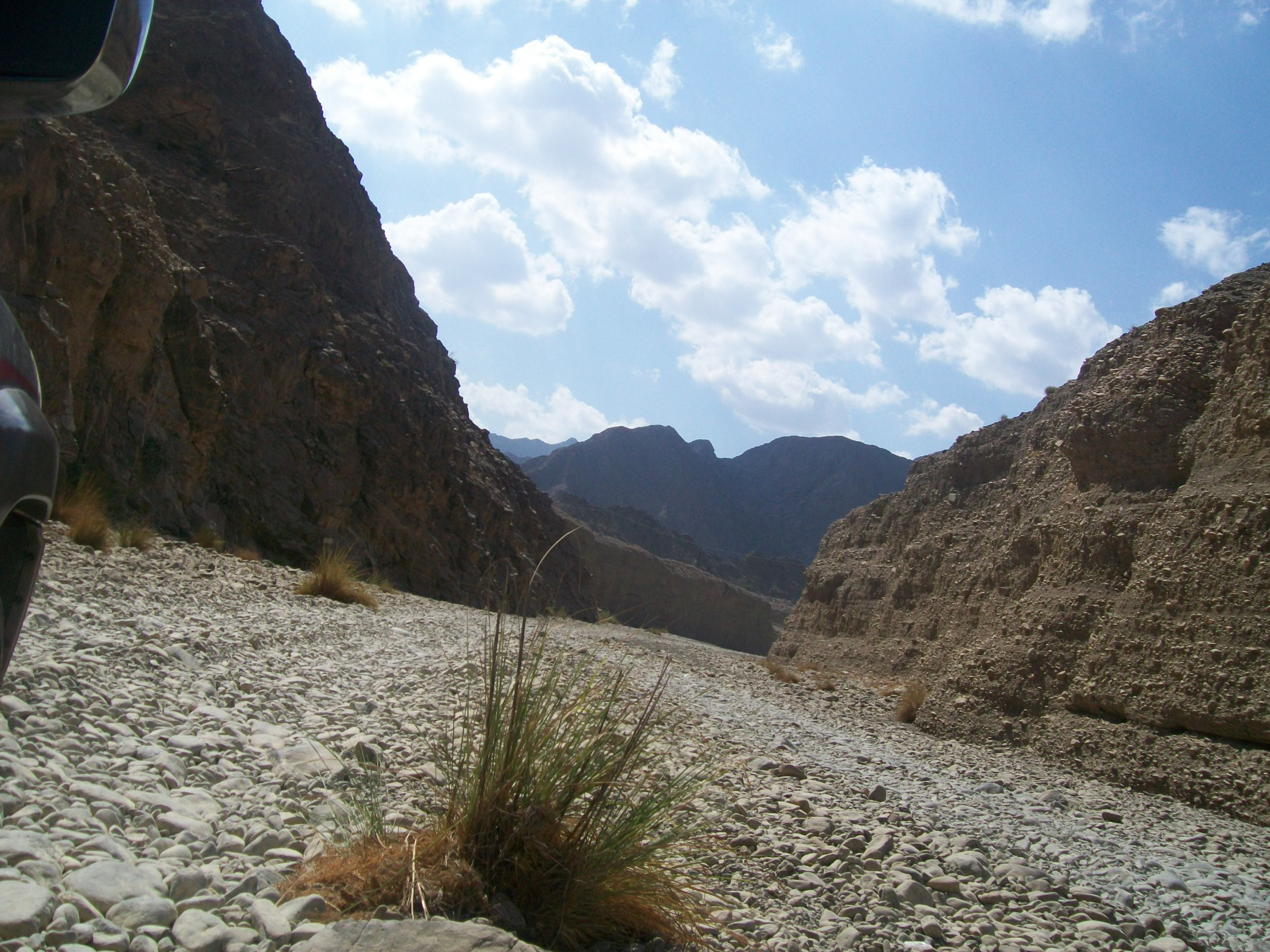
نمای نزدیک زمین وادی